# THE STAMP SHOW!!
THE STAMP SHOW!!（ザ・スタンプ・ショー、通称・STAMP）はフジテレビのバラエティ番組『めちゃ²イケてるッ!』の中の人気コーナーであり、ゲームの一種である。正式名称は「THE STAMP SHOW」。ここではバージョンアップしたSTAMP 8（スタンプ・エイト）についても記述する。

## 概要
番組第3回目の、1996年11月2日初登場。主に番組初期（1990年代後半）に放送されていたコーナーで、初回は「SHORT COOL」の「イケてるスタンプショー」というタイトルで、コントの1つだった。モチーフはデッキブラシやゴミ箱のふたを打ち鳴らすパフォーマンスで話題となったブロードウェイのパフォーマンス集団「STOMP」。ナインティナイン、よゐこ、極楽とんぼの6人が外国人キャラクターに扮し、山本がそれぞれのキャラクターの似顔絵が書かれた6面体のサイコロを投げ、出た目のメンバーが負けとなり、罰ゲームとして、まず山本以外の他のメンバーからリズムに合わせて小さいハリセンで頭を叩かれた後、最後に山本の巨大ハリセンを顔面に受ける。フルスイングで振られる山本の巨大ハリセンの威力は物凄く、鼻を守る名目で付け鼻を着用するが、あまり意味は無く、受けたメンバーの中には鼻血を出す者・涙を流す者・鼻が曲がったと言い張る者が続出した。なお、山本が負けの場合、巨大ハリセンは矢部や相方の加藤が担当する。
セットは放送期間中に2度変更された
- 第1回 - アメリカの路地裏をイメージしており、レンガの壁に白スプレーでメンバーの名前が書かれていた。ショートコント枠であるSHORT COOL内の企画ということもあり、SHORT COOL共通のセットである鉄骨の支柱にレンガの壁が取り付けられていた。
- 第2回以降 - 番組のカミナリマークがデザインされたショータイムのステージ風。
  - 前期
    - ステージの左右にメンバーの似顔絵入りネームプレートが付く。
    - 罰ゲーム実施時には、左から順番にランプが点灯し、その回で受けた罰ゲームの回数が表示される。
    - なおランプの色は、通常は白だが、罰ゲーム実施時には左から赤・橙・黄・緑・青の順に点灯する。

  - 後期
    - ステージの左右にロール式のメンバーの似顔絵表示板が付く。
    - サイコロを投げると表示板が動き出し、目が決定すると出た目のメンバーの似顔絵で停止する。
      - 太田プロダクションチームが登場した際は、向かって左の表示板にSTAMPチーム、向かって右の表示板に太田プロダクションチームのメンバーの似顔絵が表示された。

スペシャルでゲストが登場する場合は対抗戦形式となり、それぞれのチームが相手チームのサイコロを投げて、当たった相手チームのメンバーをハリセンで叩く形式となる。これを交互に行う。
そもそも「STAMP」という企画タイトル自体に「顔にハリセンの痕が付く」という意味合いが込められているほどでその過激な罰ゲームのせいか視聴者からいじめを助長するという苦情が殺到し、その後当コーナーは徐々にフェードアウトしていった。
後に各男性メンバーが同じキャラクターを引き継いだまま、「フリフリNo.6」というコーナーが行われた。メンバーがあいうえお作文を披露し、ネタの出来が悪かった場合はオチ担当のメンバーが「ヘタクソ女」なる女性からビンタされるというものであった。フリフリにはゲストとして、明石家さんまが『オレたちひょうきん族』で彼が演じた「お待ちガール」に扮して出演した。
ちなみにトータルで最も多くハリセンを受けたのはカール（3回に1回）だった。
「STAMP」のテーマソングをプロデュースしたのはプロデューサー小西康弘で、1997年9月1日にはCD化されて発売された。

### 登場人物
- ルーク（山本圭壱）(Tシャツ:1)（最終出目確率7%、3/43）茶髪(6位)
- ザビエル（岡村隆史）(Tシャツ:2)（最終出目確率9%、4/43）モデルはフランシスコ・ザビエル (5位)
- ポール（濱口優）(Tシャツ:3)（最終出目確率19%、8/43）赤いバンダナ(3位)
- カール（矢部浩之）(Tシャツ:4)（最終出目確率26%、11/43）金髪のリーゼント(1位)
- スティーブ（有野晋哉）(Tシャツ:5)（最終出目確率14%、6/43）  ドレッドヘアーの黒人風(4位)
- デビット（加藤浩次）(Tシャツ:6)（最終出目確率26%、11/43）スキンヘッドに髭(1位)

### ナレーション
- セイン・カミュ

### スペシャルゲスト
- シャ乱Q（つんく♂（当時は「つんく」）、しゅう（当時）、たいせい（当時は「たいせー」）、はたけ、まこと）（1996年12月28日）

コーナー初の対抗戦。サイコロと巨大ハリセンは、つんくが担当。ハリセンで叩く時のBGMは、通常のBGMの上にシャ乱Qの曲である「いいわけ」が重ねられた。奇数ラウンドはSTAMPチーム、偶数ラウンドはシャ乱Qチームの攻撃となる。
メンバーは5人の為、何故か、まことの目が2面となり、そのせいで2回罰を受ける事となる。
- 五所川原吾作、（現：gosaku）

1996年12月28日にシャ乱Qチームの代打として登場。しかし、肝心の巨大ハリセンを空振りして皆につっこまれる。
1997年3月8日に前回の失敗を踏まえ、頬に「反省」と書いてラウンド2から登場。ラウンド3で有野が吾作の大ハリセンを受けて涙ぐんだため、ラウンド4では有野の代理メンバーとして登場。サイコロの有野の目に、吾作の似顔絵ステッカーが貼られた。
- 太田プロダクション芸人（ダチョウ倶楽部、猿岩石、松村邦洋）（1997年4月19日）

サイコロは肥後、巨大ハリセンは松村が担当。ハリセンで叩く時のBGMは、通常のBGMの上に、ユーラシア大陸ヒッチハイクでの猿岩石の応援ソングである爆風スランプの「旅人よ ～The Longest Journey」が重ねられた。ラウンド表記は野球の様な表裏形式で、表はSTAMPチームの攻撃、裏は太田プロダクションチームの攻撃となる。
- デーブ大久保（1997年4月19日）

STAMPチームの代打として登場。上島竜兵にキツイ一発を浴びせる。
- ランディ・バース（バースちゃんとしてハリセン代打）

1997年4月19日に太田プロダクション芸人チームの代打として登場。濱口に強烈な一発を浴びせ、鼻血が止まらないほど出たという（「この出来事がコーナー打ち切りの主な原因になった」と『ナインティナインのオールナイトニッポン』で語っている）。

### 番外編
1997年8月30日放送分で、コーナー内のスタンプデッキブラシとハリセンのテーマも収録されたCD「めちゃイケDISK1」のヒット祈願として1ゲームだけやる事になる。1投目はサイコロがセットのタイヤの上に載ってカールになるが、カメラのピントがボケたという事でノーゲームとなり、続く2投目でデビットとなるが、不自然なサイコロの転がり方にデビットは「おかしいゼ!おかしいゾ、コレ絶対!!」とクレームを付けるが、聞き入れられずに罰を受ける。終了後、デビットは憤慨しながら「もう一回やるか?」と再戦を要求。このデビットの行動にメンバーは呆れるがゲームを続行。3投目はザビエルになるが、照明が壊れて暗くなってしまいノーゲームとなる。このあり得ない出来事にデビットは「撮れてんじゃん、画はよー!」「照明当てろ!今から」と猛抗議するが、ザビエルの「今のは（編集で）つながらないでしょ?」で一蹴されてノーゲームは覆されず、カールの「次、誰が当たっても最後にしよう」の提案で最終戦となるが、再びデビットとなって2度目の罰を受ける。終了後、やはり納得できないデビットは2度目の再戦を要求し、サイコロも自分に振らせてくれと要求してデビットが投げるが、結局デビットとなって3度目の罰を受ける。
1999年6月12日放送分で、メインのナインティナインが番組収録を欠席した際、番組内の緊急会議で加藤が「俺が体を張って、ナイナイの穴を埋めてやるよ」と言った事から、2年ぶりにコーナーが復活。加藤は「言った意味と全然違うから」と抗議するもコーナーは続行され、サイコロも欠席のザビエルとカールの目がデビットに変更されたデビットの目が3面の確率50％バージョンとなる。1投目はスティーブになるが、音効が何故かチェキッ娘の曲を流してしまう、2投目はポールになるが、カメラマンが画面に入り込む、3投目もポールになるが、ADが紛れ込んでハリセンで叩くといったトラブルが起きて、その都度ノーゲームとなり、最終的に4投目でデビットとなって罰を受けた。

## STAMP 8
長らく沈黙を保っていたが2004年11月6日に「STAMP 8」として突如復活。若手芸人に負けないよう「ボディー・ランゲージ・ターイム!!!!」（ルーク談。「身体を張って頑張ろう」と言いたかったらしい）という趣旨で復活したもの。ルールは全く一緒だがSTAMPの6人にゲスト（主に若手芸人）2人を加えて8面体サイコロを使用、転がり方が不規則になって、よりスリリングな展開となった。ゲストは漢数字の「七」「八」と書いたTシャツを着用する。ナレーションにはSTAMP時代と同様にセイン・カミュを起用、岡村のキャラクターはザビエルからマイケルに変更された。
もともとは1回限りのスペシャルコーナーだったようだが以前のSTAMPを知らない若い視聴者から「この新コーナーはとても面白い!」という意見が番組に殺到したため、その後あらためてコーナー化された。しかしデビッド（加藤）だけは以前の鼻の折れたエピソードからかあまり乗り気でなく、しばしば「やめようって!」と語っていた。
セットは、前回のSTAMPをモチーフにしながらセットの左右に大型モニターが設置され、サイコロを投げるとメンバーの似顔絵が順番に出され、目が決定すると、出た目のメンバーの似顔絵が出される。後にハリセンで叩かれると、それに合わせてモニターにハリセンのマークが出される。
STAMP時代同様、巨大ハリセンを振るうのは主にルーク（ルークが当たった場合はデビットorハリセン代打）でスイングの直前には「たーたき叩き、叩き潰すぞ!」という決め台詞を叫ぶ。ハリセン攻撃の際、画面の両サイドに「スタンプマニア」と称するbeatmaniaのノートを模したスクロール表示が出るようになった。大ハリセン攻撃でジャストミートした際には「HomeRun!!」の表示が出る。加えてメンバーのハリセンの叩く威力が以前と比べて明らかに弱くなっている。
なお2005年7月16日から8月31日まで開催された「お台場冒険王2005～史上最大のテレビ遊園地」にも「スタンプマニア」のアトラクションが登場し、ファンもこのSTAMPをプレーすることができた。
2005年6月12日、コーナー冒頭でルークが突如「体張ってゴーゴゴー!!」と絶叫した。これは元々同局系で以前放映されていた『力の限りゴーゴゴー!!』が元ネタだが、以来しばしば「ゴーゴゴー!!」をメンバー全員で叫んでいる。
また、外国人格闘家がゲスト出演した回で、ポールが外国人格闘家（ボブ・サップ、ヴァンダレイ・シウバ、チェ・ホンマン）のハリセン代打を3度も受けた。因みにサップがスイング代打した回では、スイングによる鼻の負傷を保護する付け鼻がサップのスイング前に外れる事態となり、ポールは付け鼻の無いままサップのスイングを食らうこととなった（直撃箇所は額だったため鼻は無傷）。サップのスイングを食らった際、衝突の勢いでポールの体が後ろに吹き飛びセットに背中を強打したが、ポールは無事でそれどころか当時悩まされていた腰痛が、このショックで直ったとの事（最後は自身の付け鼻を拾い、ポールの「鼻とっだどー！」の掛け声でこの回は終了した）。
得意な野球のスイングを披露できるので山本が最も好んでいた山本メインのコーナーだったが、2006年7月の山本降板により事実上打ち切りとなった。

### 登場人物
- ルーク（山本）
- デビット（加藤）
- ポール（濱口）

バンダナの下に金髪のヅラを着用しており、イラストにも金髪が描き加えられた。
- カール（矢部）
- スティーブ（有野）
- マイケル（岡村）

キャラチェンジしてマイケル・ジャクソンがモデルとなる。濱口が岡村にたびたびマイケルのギャグを要求し、岡村は仕方なくやるも、やった後は大抵スベるため、その度濱口に激怒する。

### ナレーション
- セイン・カミュ

ハリセン攻撃のリズムに合わせて提供を読むこともある。

### ゲスト
- 第1回（2004年11月6日） 品川庄司

1度もハリセンで叩かれていない庄司に対し、品川が激怒。収録終了後コンビで大ゲンカした。
品川はメンバーから「スナガワ」と言い間違えられていた。更にサイコロの面に描かれていた品川の似顔絵がブサイクに描かれているのに対し、庄司の似顔絵は金髪のイケメンに描かれている。
- 第2回（2004年11月20日） ますだおかだ

増田はこの時のスペシャルゲストであるヴァンダレイ・シウバに巨大ハリセンで叩かれた際、左肩の所につけっ鼻が乗っかるという奇跡で笑いを誘っていた。
岡田はメンバーから「オカマ」と言い間違えられていた。
- 第3回（2004年12月25日、2005年1月22日※日本一周打ち上げの旅完全版） 中居正広

「中居＆ナイナイ日本一周打ち上げの旅」の途中で参戦。
佐賀県でステーキを堪能した際、サイコロステーキも追加しようとするが、サイコロ繋がりでこのコーナーに場面転換する。最初は乗り気じゃなかったが、日本一周内で酷い扱いをしてきたナイナイに対し仕返しが出来ると聞いた瞬間テンションが上がる。だがゲストが中居1人しかいない為、中居の目が2面となったが、ラウンド1でカール、ラウンド2でマイケルとなり、ナイナイの顔面を巨大ハリセンで叩いた中居はテンションが上がる。だが、ラウンド3で自分の目が出て巨大ハリセンを喰らってしまい、再びテンションが下がってしまう。
打ち上げの旅完全版では、中居の目が出たものの、中居の顔面を巨大ハリセンで叩いたことにより、自分がSMAP×SMAPに呼ばれなくなってしまうかも知れないという山本の勝手な判断から、罰ゲームをさせなかった。これによりメンバー全員大ブーイング。特に岡村が1番激怒していた。
その後、天罰が下ったかのように、山本の目が出てしまい、逆に顔面を叩かれる羽目に。
- 第4回（2005年2月12日） アンタッチャブル

2004年のM-1優勝で、ルークから「天狗になってるんじゃないの」と言われた事から、山崎の目のイラストの鼻が天狗の様に伸びていた。
- 第5回（2005年3月12日） カンニング・竹山隆範&ボブ・サップ

当時病気休養中の中島に代わる新カンニングとして、新しい相方の名目でサップが登場。サップの目のイラストが最初は泣いており、ラウンドが進むにつれて頭から流血する、遺影のイラストになってしまうなどして、その度にサップが「オイオイオイオイ!」とメンバーから教えられたツッコミで突っ込んでいた。また、終了後にツッコミが強すぎるサップに、竹山が新カンニングの解散を宣言し、中島に向かって「中島、早く戻って来い!」とエールを送ったが、後に中島は亡くなってしまい、その思いは叶わなかった。
- 第6回（2005年6月11日） レギュラー
- 特別編（2005年8月13日） どぜうモン（ポール）
- 第7回（2005年9月10日） アンガールズ

アンガールズの目のイラストは全身が描かれており、山根の目のイラストは普通で、田中の目のイラストは顔から上半分が切れていたが、モニターのイラストは通常の似顔絵が出された。
- 第8回（2005年11月12日） 安田大サーカス

安田大サーカスは3人組の為、前半戦はサイコロの目がクロちゃんとHIROの2人、チェ・ホンマンが登場した後半戦は団長の目が2面となった。
- 第9回（2006年1月28日） 江頭2:50

通常の上半身裸に黒スパッツのスタイルで、上半身に赤字で「二・五〇」と書いており、ゲストが江頭1人の為、江頭の目が2面となる。ゲーム前から破天荒を見せつけようと「今日は伝説残す!」と宣言する程かなり意気込んでいたが、ラウンド1でカールになった際、最後の大ハリセンを江頭が横から出できて身代わりで受けるが、打ち合わせでは痛くないと説明されていたが、意外に痛かったらしく「やりすぎだよ」と本音を漏らす。続くラウンド2で江頭となるが、決まった瞬間、思わず失笑してしまい気が進まない素振りを見せるも、大ハリセンで助走を付けて飛び込んで行く破天荒ぶりを見せるが「もー後悔」と、また本音を漏らす。最後のラウンド3で再び江頭となるが、大ハリセンで向かって右にずれて回避し、メンバーから「ありえない」「一番やったらアカン事やった」と批判を浴び、更に頭頂部がハゲている事をイジられ、頭皮を刺激して育毛するという事で再びハリセンを受けるが、大ハリセンでしゃがんで回避しようとするもルークの機転で大ハリセンを下げ顔面を直撃させるファインプレーを見せる。その後、再び非難され、更なるハゲいじりをされる。メンバーは冗談で言っていたが、江頭は「あったもん（髪の毛）がね、無くなるってどんなに寂しいか」と本気で憤っていた。

### 番外ゲスト（ハリセン代打）
- 第2回（2004年11月20日） ヴァンダレイ・シウバ
- 第3回（2004年12月25日） 藤井広幸（サガテレビ）
- 第8回（2005年11月12日） チェ・ホンマン